# Karel Walraad Willem van Salm-Grumbach
Karel Walraad Willem van Salm-Grumbach (10 oktober 1701 - 11 juli 1763) was graaf van het Wild- en Rijngraafschap Salm-Grumbach van 1727-1763. Hij was de zoon van graaf Karel Lodewijk Frederik van Salm-Grumbach en Wilhelmina Henriëtte van Nassau-Usingen.
Hij trouwde op 13 september 1728 in Grumbach met Juliana Fransisca van Prösing, de dochter van graaf Johan Rudolf van Prösing en Wilhelmina Sophia van Limburg-Speckfeld. Samen kregen zij zeventien kinderen:
- Karel Lodewijk Willem (1729-1799)
- Leopoldine (1730)
- Leopoldine Sofia Wilhelmina (1731-1795)
- Carolina Frederica (1733-1783)
- Christina Carolina Louise(1734-1791)
- Christiana Fransisca Eleonora (1735-1809)
- Christiaan (1736-1737)
- Filippina Augusta (1737-1792)
- Frederik (1739-1746)
- Sophia Henriëtte (1740-1800)
- Willem Christiaan (1741-1810)
- Karel August (1742-1800)
- Fransisca Juliana (1743-1820)
- Johan Frederik (1743-1819)
- Johan Albrecht Lodewijk (1746-1778)
- Filip Frans (1747-1770)
- Walraad (1748-1815)